# Pontes de raízes vivas

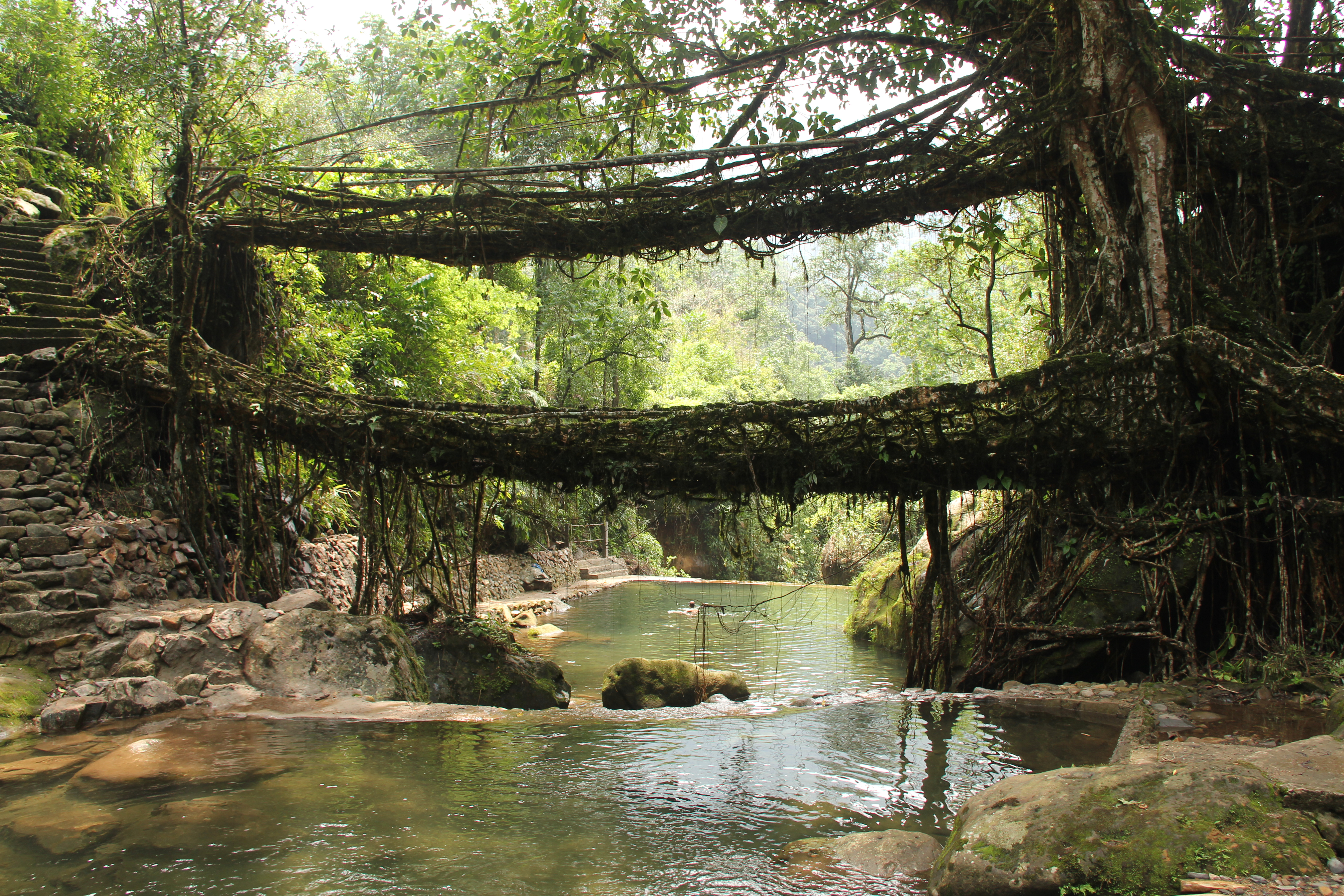
Ponte viva de raíz dupla no leste de Khasi Hills

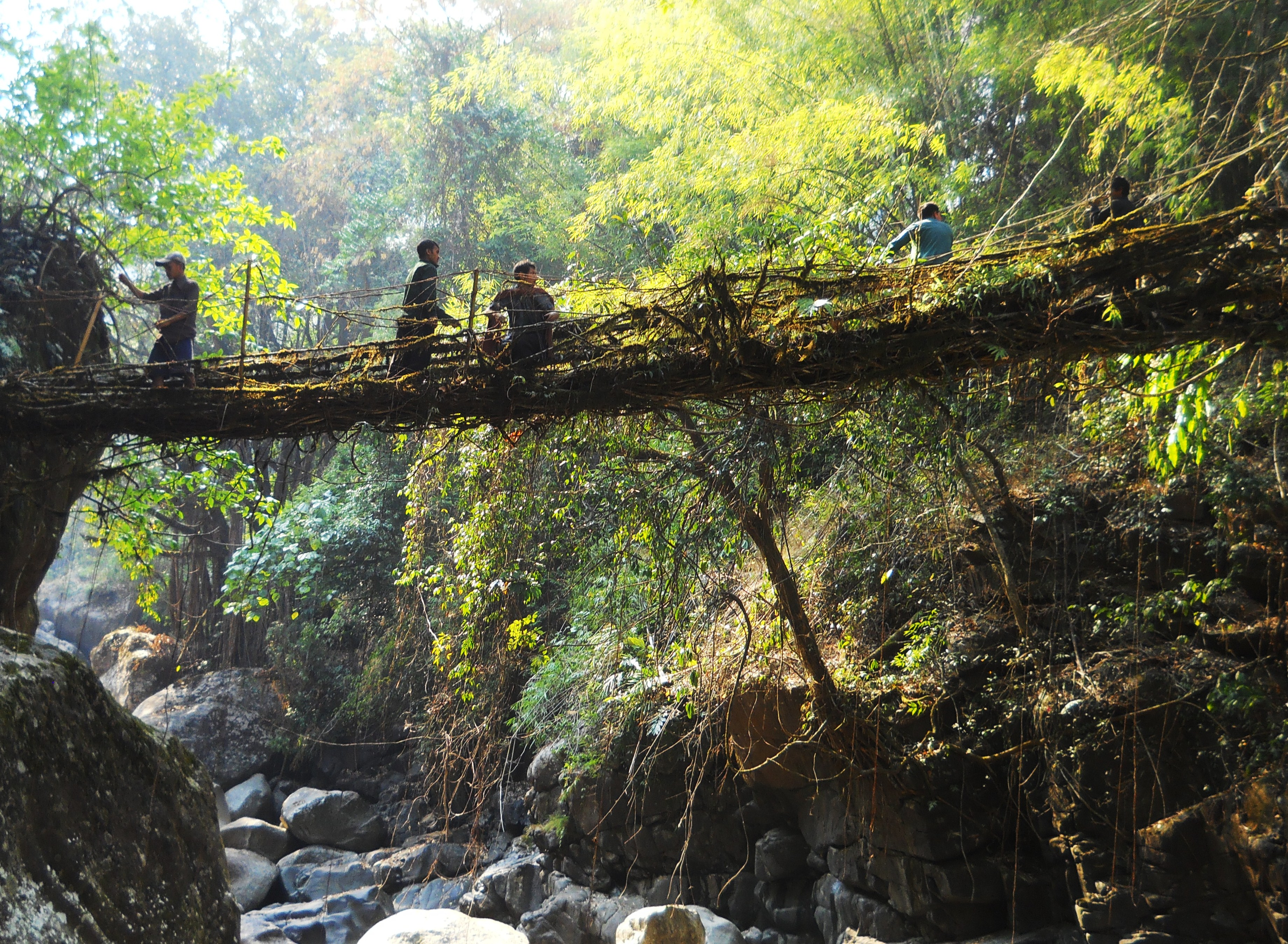
Ponte viva de raíz perto do vilarejo de Kongthong sob reparos. Os War Khasis locais estão usando as jovens raízes aéreas flexíveis, de uma figueira para criar novos corrimões para a ponte.

Pontes de raízes vivas são uma forma de arborescultura comum no estado indiano de Meghalaya. São feitos das raízes aéreas de árvores-de-borracha ( Ficus elastica ) pelos povos Khasi e Jaintia.
Se faz com que as raízes flexíveis cresçam entre troncos de nóz de bétele
que foram colocados entre rios e riachos até que as raízes anexem a si próprias no outro lado. Pedras, galhos e outros objetos são utilizados para estabilizar o crescimento da ponte. Esse processo pode levar até 15 anos para se completar. A vida útil de cada ponte é variável, mas é grande, e em condições ideais podem durar por centenas de anos. Contanto que as árvores com que são formadas permaneçam saudáveis, elas naturalmente se renovam e se fortalecem conforme suas raízes componentes tornam-se mais grossas.

## História
O povo Khasi não sabe quando ou como a tradição de pontes vivas de raízes começou. O primeiro registro escrito das pontes vivas de raízes de Cherrapunjifoi feito por Lieutenant H Yule, que expressou perplexidade, em 1844, no Journal of the Asiatic Society of Bengal.

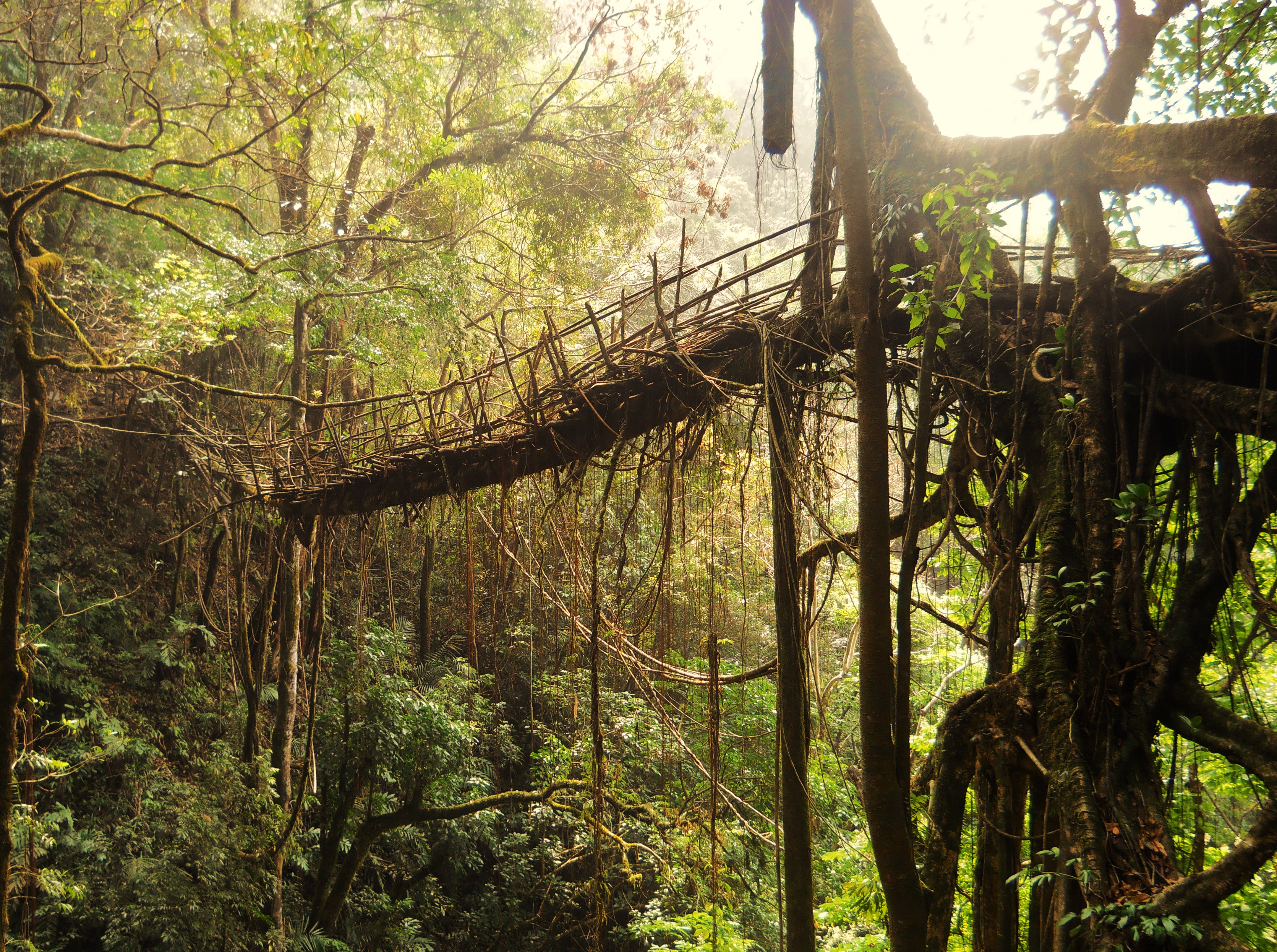
Essa ponte viva de raízes é o maior exemplo conhecido.

## Exemplos de pontes vivas de raízes
Com cerca de 50 metros de comprimento, o maior exemplo conhecido de uma ponte viva de raízes fica perto da pequena cidade Khasi, Pynursla, na Índia. Ela pode ser acessada pelos vilarejos de Mawkyrnot ou Rangthylliang.
Há diversos exemplos de pontes duplas. A mais famosa é a "Double Decker" do vilarejo Nongriat Village, mostrada acima.
Existem três exemplos conhecidos de pontes duplas com dois vãos paralelos ou quase paralelos. Duas ficam no oeste de Jaintia Hills perto dos vilarejos de Padu e Nongbareh, e uma fica no vilarejo Burma, no leste de Khasi Hills. Há também uma ponte de dois andares (possivelmente três) perto do vilarejo de Rangthylliang, próximo a Pynursla.

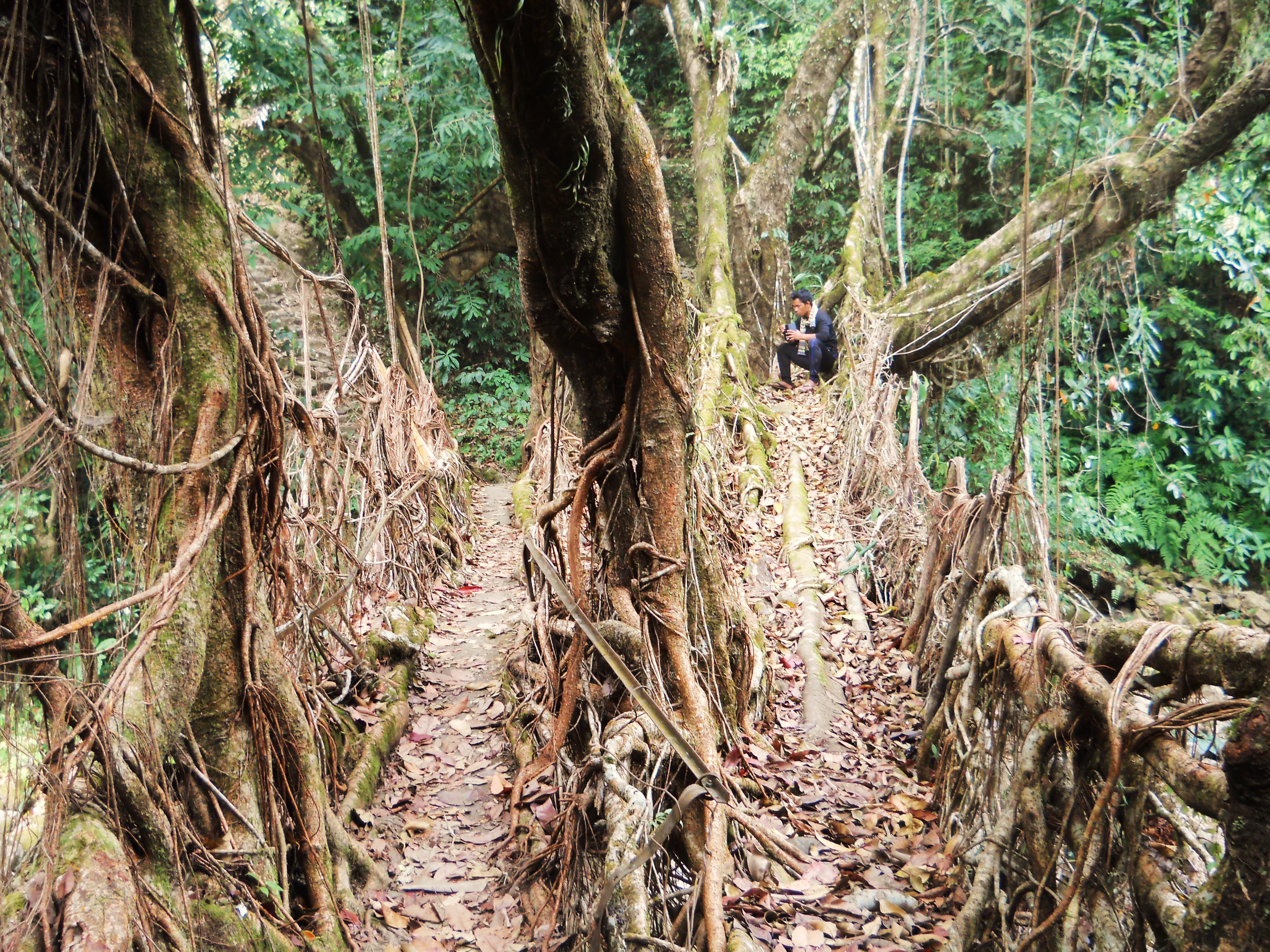
A ponte de raízes dupla do Vilarejo Padu.

## Outros exemplos de arquitetura de raízes vivas em Meghalaya

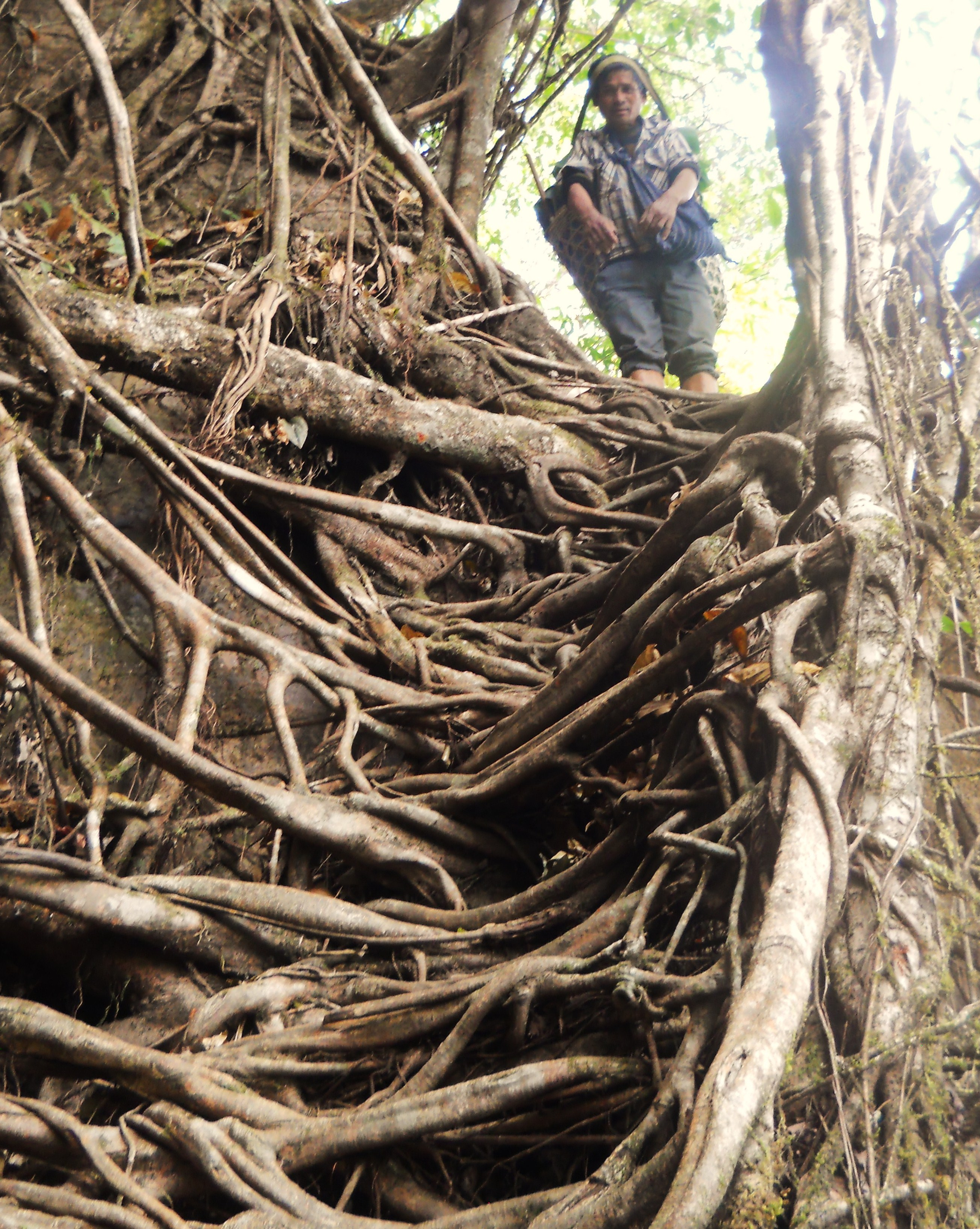
Uma escada de raízes vivas perto do vilarejo de Pongtung no leste de Khasi Hills.

Os War Khasis e War Jaintias também fazem uma série de outras estruturas com as raízes aéreas de seringueiras. Elas incluem escadas e plataformas. Por exemplo, no vilarejo de Kudeng Rim no oeste de Jaintia Hills, uma árvore situada próxima a um campo de futebol foi modificada de modo que seus ramos podem servir como arquibancadas. As raízes aéreas foram modificadas de modo que os espaços entre os galhos foi usado para criar plataformas onde os moradores do vilarejo se sentam para assistir os jogos.